# Lancers Baseball Club 1982
I Lancers Baseball Club 1982, noti anche come Lancers Lastra a Signa, sono una società di baseball con sede a Lastra a Signa militante nella Serie B del campionato italiano di baseball.

## Storia
La società nasce nel 1982 col nome di Polisportiva Baseball Lastra a Signa, solo successivamente sarà denominata Lancers B.C. Ha sede nella frazione di Porto di Mezzo del comune di Lastra a Signa, e disputa le proprie partite nel campo da baseball del borgo lastrigiano costruito nel 1989.
La squadra milita molti anni in Serie C. Nel 2002 i Lancers vincono il girone M a pari merito con il BSC Arezzo, ma vengono sconfitti dalla formazione aretina allo spareggio. Nel 2010 si aggiudicano nuovamente il proprio girone perdendo lo spareggio. La storica promozione in Serie B deve attendere quindi il 2015. Dopo quattro stagioni di permanenza in Serie B i Lancieri conquistano la promozione in Serie A2 nel 2019, dopo un campionato in cui i lastrigiani registrano 22 vittorie nella stagione regolare per poi trionfare in tutte e 6 le partite dei play-off . Approdano quindi in Serie A nel 2021, in seguito alla fusione tra le serie A1 e A2 nel nuovo massimo livello del campionato italiano di baseball. Il 5 giugno 2021 nel derby contro la Fiorentina Baseball arriva la prima vittoria in Serie A per i Lancers. Nel 2021 retrocedono in serie B dove tuttora militano.
Nel 2004 grazie alla collaborazione con l'ASD Junior Firenze Baseball Club la società ha costituito una seconda squadra senior che militava prima in Serie C2 e successivamente nella Serie C di federazione.
Con la Fiorentina Baseball costituiscono il derby di Firenze.

## Colori e simboli

### Colori
I colori sociali dei Lancers sono da sempre il blu, il bianco ed il rosso. Il bianco ed il rosso derivano dai colori dello stemma comunale di Lastra a Signa.

### Stemma
Lo stemma, è sempre stato fino a tempi recenti, in campo blu raffigura un lanciere a cavallo in corsa che brandisce una lancia ed uno scudo bianco adornato di 2 scaglioni rossi raffiguranti le squadre dello scalpellino rappresentate sullo stemma lastrigiano.
Più recentemente la società ha cambiato stemma andando verso uno stile più semplice della scritta Lancers, sulle divise rimane lo stemma con la lettera L gotica.

## Cronistoria
Cronistoria parziale dei piazzamenti nei campionati disputati dai Lancers Lastra a Signa.

## Società

### Rosa
dal sito ufficiale della FIBS
| #  | GIocatore                      | Pos   | Anno | Nazionalità                                                 |
| -- | ------------------------------ | ----- | ---- | ----------------------------------------------------------- |
| 7  | Albano Silvano                 | 1B/DH | 1993 | Italia (bandiera)                                           |
| 32 | Anichini Filippo               | OF    | 2000 | Italia (bandiera)                                           |
| 19 | Baratella Simone               | 1B    | 1993 | Italia (bandiera)                                           |
| 3  | Della Nave Ettore              | OF/P  | 2004 | Italia (bandiera)                                           |
| 4  | Beudean Giovanni Gabriel       | P/OF  | 2004 | Italia (bandiera) · Romania (bandiera)                      |
| 59 | Biondi Lapo                    | IF/OF | 2001 | Italia (bandiera)                                           |
| 61 | Patient Ruocco Vincent         | 2B    | 2006 | Italia (bandiera)                                           |
| 43 | Banci Riccardo                 | P     | 2004 | Italia (bandiera)                                           |
| 27 | Kelvin Pena                    | C     | 2002 | Rep. Dominicana (bandiera)                                  |
| 1  | Ferrini Alessandro             | P/IF  | 2003 | Italia (bandiera)                                           |
| 8  | Panichi Tommaso                | 3B/1B | 1999 | Italia (bandiera)                                           |
| 6  | Geri Simone                    | OF    | 1991 | Italia (bandiera)                                           |
| 22 | Grado Giuseppe Gabriel         | P     | 2003 | Venezuela (bandiera) · Italia (bandiera)                    |
| 12 | Grassi Francesco               | 1B/DH | 2002 | Italia (bandiera)                                           |
| 5  | Mastroianni Marco              | 2B    | 2005 | Italia (bandiera)                                           |
| 38 | Parrini Antonio                | SS    | 1987 | Italia (bandiera)                                           |
| 14 | Scarpulla Leonardo             | UTL   | 2002 | Italia (bandiera)                                           |
| 25 | Scarpulla Lorenzo              | C/DH  | 2005 | Italia (bandiera)                                           |
| 89 | Silvestri Daniele              | P     | 2004 | Italia (bandiera)                                           |
| 90 | Rrethatori Alessandro          | C     | 2009 | Albania (bandiera) · Romania (bandiera) · Italia (bandiera) |
| 10 | Rinaldi Riccardo               | P     | 2008 | Italia (bandiera)                                           |
| 62 | Severino Moda Cristian Alberto | OF    | 2009 |                                                             |

### Organigramma societario
Dal sito internet ufficiale della società.
- Paolo Moretti - Presidente
- Gabriele Nerbini - Vicepresidente
- Alessio Beconcini - GM
- Simone Baratella - Segretario sportivo
- Antonio Parrini - Responsabile comunicazione

### Sponsor
- CSO
- Panamed
- UnipolSai
- Calonaci

- 3M
- LDS Baseball

## Allenatori e presidenti
Di seguito una lista degli allenatori e dei presidenti dei Lancers Lastra a Signa.
- ????-????  Marco Rossellini
- 1995-2006  Roberto Zalonici
- 2003-2011  Gilberto Cordero Martinez
- 2006-2010  Danilo Biagioli
- 2010-2018  Paolo Gentilini
- 2018-2021  Alessandro Barbieri
- 2021-2023  Eddy Suarez Franco
- 2024-2024  Yolber Fernandez
- 2025-  Wilfredo Amaro Uzcategui

- 1982-198?  Roberto Romagnoli
- 198?-1999  Carlo Villani
- 1999-2002  Stefano Bellucci
- 2002-2005  Roberto Ferrini
- 2005-  Paolo Moretti